# Dobruška vas
Dobruška vas – wieś w Słowenii, w gminie Škocjan. W 2018 roku liczyła 359 mieszkańców.